# Морс, Боб
Роберт (Боб) Морс (англ. Robert 'Bob' Morse; род. 4 января 1951, Филадельфия) — американский профессиональный баскетболист, тяжёлый форвард. С клубом «Варезе» четырёхкратный чемпион Италии, обладатель Кубка Италии, трёхкратный обладатель Кубка европейских чемпионов, обладатель Кубка кубков и Межконтинентального кубка. Имя Боба Морса включено в список 50 человек, внёсших наибольший вклад в развитие Евролиги, с 1972 года также в списках Зала славы Philadelphia Big Five, а с 1996 года — Зала спортивной славы Пенсильванского университета.

## Биография
Бобби Морс родился в 1951 году в Филадельфии. Был ведущим баскетбольным игроком своей школы и по её окончании поступил в Пенсильванский университет. Играл за команду «Пенн Квакерз» с 1969 по 1972 год, оставаясь лучшим бомбардиром этой сборной на протяжении трёх из наиболее успешных сезонов в её истории (соотношение побед и поражений 25-2, 28-1 и 25-3), в общей сложности набрав 1381 очко. Морс, известный как Бобби Один шаг (англ. One Step Bobby), был членом символической сборной конференции Philadelphia Big Five в третий и четвёртый год, в последнем сезоне с «Квакерз» — капитан команды. В 1972 году включён в списки Зала славы Philadelphia Big Five.
В студенческие годы Морс зарекомендовал себя как универсальный бомбардир, способный забивать с любой дистанции и делать подборы не хуже центровых. После окончания университета он был выбран в драфте НБА клубом «Баффало Брейвз», но в НБА так и не сыграл, вместо этого предпочтя отправиться в Европу. В том же году Морс заключил контракт с ведущим итальянским клубом «Иньис» (Варезе). «Иньис», который тренировал Александр Николич, к этому моменту был двукратным обладателем Кубка европейских чемпионов (в том числе в сезоне 1971/72). За клуб уже выступал мексиканец Мануэль Рага; двое легионеров могли играть вместе в европейских кубках, но не в чемпионате Италии, и Николич сделал выбор в пользу Морса.
В следующие девять сезонов Морс с клубом из Варезе шесть раз становился лучшим бомбардиром чемпионата Италии, в 259 играх набирая в среднем по 26,5 очка. В сезонах 1972/73, 1973/74, 1976/77 и 1977/78 Морс и «Варезе» выигрывали чемпионат Италии, а в 1973 году добавили к чемпионскому званию также титул обладателей Кубка Италии.
На международной арене «Варезе» и Морс семь раз подряд с 1973 по 1979 год играли в финале Кубка чемпионов, завоевав три титула. За победой в 1973 году (над ЦСКА) последовал выигрыш Межконтинентального кубка; таким образом, за 1973 год Морс завоевал с «Иньисом» четыре титула. С 29 и 28 очками соответственно он был ведущим игроком финалов в 1975 и 1976 годах, когда «Варезе» победил мадридский «Реал». Морс также набрал 28 очков в финале 1979 года, проигранном сараевской «Босне», в которой на счету Жарко Вараича было 45, а Мирзы Делибашича — 30 очков. В сезоне 1979/1980 годов клуб Морса играл не в Кубке чемпионов, а в Кубке обладателей кубков и завоевал титул в этом соревновании после победы над другой итальянской командой — «Габетти» (Канту).
В начале 1980-х годов Морс перешёл из итальянской лиги во французскую, заключив контракт с антибским «Олимпиком». В свой первый сезон в Антибе американец набирал в среднем по 23 очка за игру, во второй — 24,7 (четвёртый результат в лиге) и в третий — 26,9 (третий после Эда Мерфи и Патрика Майлза).
В 1984 году Морс вернулся в Италию как игрок «Реджаны». Сезон 1984/85 стал первым в чемпионате Италии, в котором засчитывались трёхочковые броски, и именно Морс стал первым игроком в итальянской лиге, сделавшим такой бросок. Он закончил сезон на первом месте среди всех игроков лиги по трёхочковым броскам, реализовав 46 из 77 попыток (59,7 %). К окончанию карьеры в «Реджане» Морс набрал в рамках чемпионатов Италии 9785 очков в 302 играх. Это четвёртый результат за историю итальянской высшей лиги, но все игроки, опережающие Морса в списке бомбардиров (Антонелло Рива, Оскар Шмидт и Карлтон Майерс) провели намного больше встреч в рамках чемпионата, чем он.
По окончании игровой карьеры Боб Морс стал преподавателем итальянского языка. В 1996 году, в первый год существования Зала спортивной славы Пенсильванского университета, Морс был одним из тех, кто вошёл в первый список лауреатов, а в 2008 году он в числе 35 игроков был включён в список 50 человек, внёсших наибольший вклад в развитие Евролиги (бывшего Кубка европейских чемпионов).